# Amalosia
Amalosia – rodzaj jaszczurek z rodziny Diplodactylidae.

## Zasięg występowania
Rodzaj obejmuje gatunki występujące w Australii. 

## Systematyka
Rodzaj zdefiniowali w 1984 roku australijscy herpetolodzy Richard Walter Wells i Cliff Ross Wellington w artykule poświęconym australijskim gadom, opublikowanym na łamach „Australian Journal of Herpetology”. Gatunkiem typowym jest (oryginalne oznaczenie) Amalosia lesueurii.

### Etymologia
Amalosia: gr. αμαλος amalos ‘smukły, delikatny’

### Podział systematyczny
Do rodzaju należą następujące gatunki:
- Amalosia capensis Hoskin & Couper, 2023
- Amalosia hinesi Hoskin & Couper, 2023
- Amalosia jacovae (Couper, Keim & Hoskin, 2007)
- Amalosia lesueurii (Duméril & Bibron, 1836)
- Amalosia nebula Hoskin & Couper, 2023
- Amalosia obscura (King, 1985)
- Amalosia queenslandia Hoskin & Couper, 2023
- Amalosia rhombifer (Gray, 1845)
- Amalosia robusta (Boulenger, 1885)
- Amalosia saxicola Hoskin & Couper, 2023